# Stanislav Markelov

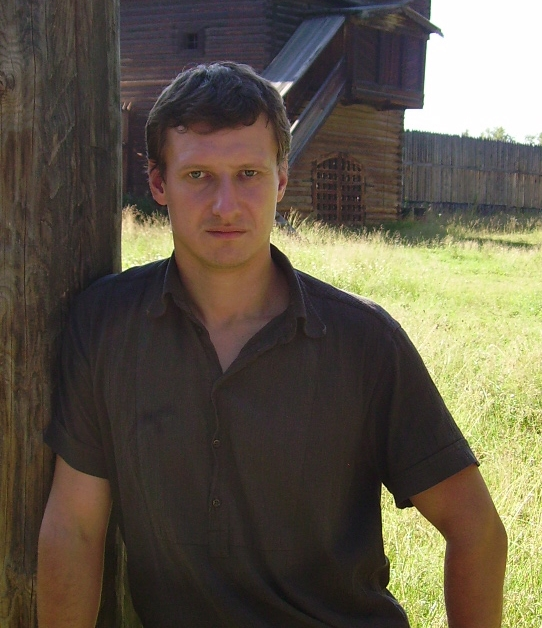
Stanislav Markelov

Stanislav Jurjevič Markelov (rusky Станислав Юрьевич Маркелов; 20. května 1974, Moskva – 19. ledna 2009, tamtéž) byl ruský právník a lidskoprávní aktivista, který byl společně s Anastasií Baburovou, studentkou žurnalistiky a novinářkou opozičního deníku Novaja gazeta, zastřelen v roce 2009 v Moskvě. Markelov byl na ulici střelen do týla, Baburová na následky postřelení zemřela posléze až v moskevské nemocnici.

## Životopis
Stanislav Jurjevič Markelov vystudoval Moskevskou státní Kutafinovu právnickou akademii (rusky Московский государственный юридический университет имени О. Е. Кутафина (МГЮА)) v rodné Moskvě.
Byl ženatý a měl dvě děti.

### Kritik ruských poměrů
Právník Markelov byl hlasitým kritikem ruských politických poměrů (např. propuštění na deset let odsouzeného plukovníka ruské armády Jurije Budanova (rusky Юрия Буданов), který zavraždil během druhé rusko-čečenské války 18letou čečenskou dívku Elzu Kungajevovou (rusky Эльза Кунгаева), jejíž rodiče i sám Markelov hájil), dále spolupracoval v minulosti se zavražděnou opoziční novinářkou Annou Politkovskou a také opakovaně upozorňoval stejně jako zavražděná ruská novinářka a lidskoprávní aktivistka Memorialu Natalja Estěmirovová na porušování lidských práv v Čečensku.

### Vrazi Markelova a Baburové
Jako vrazi stážistky Anastasie Baburové a právníka Stanislava Markelova byli moskevským městským soudem shledáni vinnými ruský nacionalista Nikita Tichinov (doživotí) a jeho přítelkyně Jevgenija Chasisová (18 let). Krátce poté se oba dva pokusili neúspěšně o sebevraždu.

### Ostatní teorie
Dle názoru ruského listu Izvestija může stát také za vraždou Markelova právě jeho znalost pozadí vraždy Anny Politkovské a jména jejího objednavatele. Další verzí jeho vraždy může býti dle deníku Kavkazský uzel (rusky Кавказский Узел) jeho snaha o potírání neonacistické, či fašistické scény a ochrana jejich odpůrců.